# Шевакин, Юрий Фёдорович
Ю́рий Фёдорович Шева́кин (27 сентября 1925, Москва — 20 февраля 2010, там же) — советский и российский инженер-металлург, учёный, доктор технических наук, профессор, заслуженный деятель науки и техники РСФСР (1985), академик РАЕН (1993), научный руководитель ОАО «Институт „Цветметобработка“».

## Биография
Родился 27 сентября 1925 года в Москве в семье сапожника.
В 1948 году окончил Московский институт стали. В 1948—1951 годы работал мастером трубоволочильного цеха Новотрубного завода в Первоуральске (Свердловская область).
В 1951—1966 годы работал в Московском институте стали и сплавов: аспирант, доцент (1954—1962), проректор по учебной работе (1962—1966). В 1967 году возглавил созданную при его участии кафедру обработки цветных металлов методом давления Всесоюзного заочного металлургического института Министерства высшего образования СССР.
В 1967—1972 годы — главный инженер и руководитель научной части, в 1972—1998 — генеральный директор Государственного научно-исследовательского, проектного и конструкторского института обработки цветных металлов и сплавов Министерства цветной металлургии СССР с его филиалами в городах Мценск (Орловская область), Артёмовск (Донецкая область), директор Экспериментального завода качественных сплавов с машиностроительной базой (Москва, Мценск). С 1998 года, с преобразованием института в ОАО «Институт „Цветметобработка“», — его научный руководитель.
Умер 20 февраля 2010 года в Москве.

### Семья
Отец - Шевакин Федор Павлович, прошел жизнь от обувного подмастерья до начальника обувного цеха на фабрике механического производства обуви «Парижская коммуна». Мать - Шевакина Прасковья Ивановна. домохозяйка. Брат - Шевакин Александр Федорович, пошел по стопам брата, стал металлургом. Жена — Введенская Ольга Ильинична.

## Научная деятельность
В 1950—1960-е годы выполнил первые экспериментально-теоретически работы в области холодно-шаговой прокатки алюминиевых сплавов. Позже новые методы расчёта калибровок валков были применены и при горячей прокатке стальных труб.
Оптимизировал конструктивные параметры станов холодной прокатки листов, что дало 2-кратный рост производительности наряду с 40%-ным снижением потребления электроэнергии. Разработал технологию и создал оборудование совмещённых процессов литья и обработки, а также технологию и оборудование для получения качественно новых видов материалов.
Ю. Ф. Шевакин был видным организатором разработки и осуществления многочисленных проектов в области создания в СССР современных технологий, машин и оборудования, строительства и реконструкции заводов и цехов обработки цветных металлов для выпуска широкой номенклатуры продукции из цветных металлов и их сплавов.
Научно-практическая деятельность Шевкаина тесно связана с разработкой сплавов и производством полуфабрикатов из цветных металлов и их сплавов для авиационной, автомобилестроительной, машиностроительной, станкостроительной, пищевой, сельскохозяйственной, химической, атомной, электротехнической, электронной отраслей, а также для приборостроения, космического машиностроения и ракетостроения.
Под руководством Шевакина разработаны проекты строительства и реконструкции свыше двадцати заводов и цехов по производству плоского и круглого проката, проволоки, фольг, в том числе ультратонких, композитных материалов на основе тяжёлых и легких сплавов в СССР и за рубежом; разработаны принципиально новые сплавы, припои, высокопроизводительные технологии обработки цветных металлов давлением, методом испарения и конденсации металлов в вакууме, литья и сварки, термообработки; созданы современные литейно-прокатные агрегаты, технологии и оборудование индукционной и аргонодуговой сварки труб, производства высокоточных радиаторных лент, широко используемые ныне на отечественных и зарубежных заводах; разработаны сотни технологических агрегатов, машин и приборов, изготовлено 1700 единиц прокатного, волочильного и другого оборудования и приборов.
Особое место в деятельности Ю. Ф. Шевакина занимает цикл научно-исследовательских работ по разработке теории, технологии, оборудования для осуществления высокотехнологичных непрерывных процессов литья, поперечно-винтовой и периодической прокатки. Совместно с коллективами специалистов и учёных им исследованы деформационные процессы горячей и холодной объемной штамповки, прессования, волочения, силовых и скоростных особенностей профилирования полых изделий. При его самом непосредственном участии внедрены методы управлении технологическим процессами с использованием электронно-вычислительных машин, математических методов планирования эксперимента
Ю. Ф. Шевакин являлся руководителем научно-исследовательских работ многочисленных своих аспирантов и докторантов, составивших большую группу специалистов высшей квалификации в области обработки цветных металов разнообразными методами. Он участник многих международных научно-практических конференций и симпозиумов, а также внешнеторговой деятельности, связанной с импортом оборудования для заводов обработки цветных металлов из Великобритании, Германии, Италии, Польши, США, Франции, Чехословакии и экспорта в Бразилию, Болгарию, Чехословакию, Кубу, Китай и другие страны станов аргонно-дуговой сварки труб из цветных металлов и другого оборудования, созданного на машиностроительной базе института «Гипроцветметобработка».
Член редколлегии журнала «Цветные металлы», член Высшей аттестационной комиссии СССР, член комиссии по экономии цветных металлов и нержавеющих сталей Госплана СССР.
Автор учебников и учебных пособий для студентов высших учебных заведений, монографии «Обработка металлов давлением» (2005) и многочисленных научных статей, авторских свидетельств и патентов.

### Избранные труды
- Вольдман Г. Е., Шевакин Ю. Ф., Злотин Л. Б. Применение ультразвука при обработке цветных металлов / М-во цв. металлургии СССР. Центр. науч.-исслед. ин-т информации и техн.-экон. исследований цв. металлургии. — М.: Б. и., 1970. — 69 с. — ([Обработка цветных и редких металлов]).
- Матвеев Б. Н., Карпов Г. А., Бибик Г. А., Шевакин Ю. Ф. Совершенствование прокатки квадратных труб для бурения. — Днепропетровск : Промінь, 1969. — 80 с.
- Рытиков А. М., Шевакин Ю. Ф., Гороховский В. М. Агрегатирование сортамента при расчете оптимальной загрузки оборудования трубных цехов с применением математических методов и ЭВМ. — М.: Б. и., 1971. — 8 с. — (М-во металлургии СССР. Центр. науч.-исслед. ин-т информации и технико-экономич. исследований черной металлургии. Информация : Серия 24 : Управление и организация производства и труда в черной металлургии ; № 2).
- Шевакин Ю. Ф. Исследование процесса холодной прокатки тонкостенных труб : Автореф. дис. … канд. техн. наук / М-во высш. образования СССР. Моск. ордена Труд. Красного Знамени ин-т стали им. И. В. Сталина. — М., 1954. — 10 с.
- Шевакин Ю. Ф. Калибровка и усилия при холодной прокатке труб. — М. : Металлургиздат, 1963. — 269 с.
- Шевакин Ю. Ф. Теория и практика процесса холодной прокатки труб : Автореф. дис. … д-ра техн. наук / М-во высш. образования СССР. Моск. ордена Труд. Красного Знамени ин-т стали им. И. В. Сталина. — М., 1959. — 44 с.
- Шевакин Ю. Ф., Бай А. С., Малинина И. Г. и др. Получение медной фольги для печатных схем методом испарения и конденсации в вакууме. — М. : ЦНИИцветмет экономики и информ., 1980. — 46 с. — (Обзорная информация / ЦНИИ экономики и информ. цв. металлургии . Серия «Обработка цветных металлов и сплавов» ; Вып. 1).
- Шевакин Ю. Ф., Глейберг А. З. Производство труб : [Учеб. пособие для вузов по специальности «Обработка металлов давлением»]. — М.: Металлургия, 1968. — 440 с.
- Шевакин Ю. Ф., Головкин Р. В., Кричевский Е. М. Совершенствование контактной сварки труб. — М. : Металлургия, 1967. — 107 с.
- Шевакин Ю. Ф., Грабарник Л. М., Нагайцев А. А. Прессование тяжелых цветных металлов и сплавов. — М. : Металлургия, 1987. — 245 с.
- Шевакин Ю. Ф., Дымов В. Н., Котов В. В. Материалы, свойства и применение конденсаторных труб за рубежом / Центр. науч.-исслед. ин-т информации и техн.-экон. исследований цвет. металлургии. — М. : ин-т «Цветметинформация», 1977. — 42 с. — (Обзорная информация. Серия «Обработка цветных металлов»).
- Шевакин Ю. Ф., Касаткин Н. И., Рытиков А. М. Технологические измерения и приборы в прокатном производстве : [Учеб. пособие для вузов по специальности «Автоматизация и комплексная механизация металлург. производства»]. — М. : Металлургия, 1973. — 367 с.
- Шевакин Ю. Ф., Коликов А. П., Райков Ю. Н. Производство труб : учеб. пособие для студентов высших учебных заведений по специальности 150106 (110600) «Обработка металлов давлением» / Под ред. Ю. Ф. Шевакина [Федер. целевая прогр. «Культура России» (подпрогр. «Поддержка полиграфии и книгоизд. России»)]. — М. : Интермет Инжиниринг, 2005. — 564 с.
- Шевакин Ю. Ф., Коликов А. П., Романенко В. П., Самусев С. В. Машины и агрегаты для производства стальных труб : учеб. пособие для студентов высших учебных заведений, обучающихся по специальностям «Обработка металлов давлением», «Металлургические машины и оборудование» и для бакалавров, обучающихся по направлению «Металлургия» / [под общ. ред. Ю. Ф. Шевакина]. — М. : Интермет инжиниринг, 2007. — 387 с.
- Шевакин Ю. Ф., Котов В. В., Глебова Э. Д., Баранова Г. П. Рациональное применение нержавеющих сталей для оборудования предприятий цветной металлургии. — М. : ЦНИИцветмет экономики и информации, 1981. — 40 с. — (Обзорная информ. / ЦНИИ экономики и информ. цв. металлургии . Сер. «Защита от коррозии оборуд. и строит. конструкций на предприятиях цв. металлургии» ; Вып. 4).
- Шевакин Ю. Ф., Котов В. В., Кручер Г. Н. и др. Основные пути экономии и рационального использования цветных металлов в народном хозяйстве. — М. : ЦНИИцветмет экономики и информ., 1980. — 51 с. — (Обзорная информация / ЦНИИ экономики и информ. цв. металлургии . Серия «Обработка цветных металлов и сплавов» ; Вып. 2).
- Шевакин Ю. Ф., Нагайцев А. А., Пигузова Д. Х., Грабарник Л. М. Инструмент для горячего прессования тяжелых цветных сплавов. — М. : Машиностроение, 1983. — 167 с.
- Шевакин Ю. Ф., Рытиков А. М. Вычислительные машины в производстве труб : (Оптимизация производства) / Под ред. проф., д-ра техн. наук П. И. Полухина. — [М.] : Металлургия, 1972. — 240 с.
- Шевакин Ю. Ф., Рытиков А. М. Повышение эффективности производства труб из цветных металлов : (Прессование, волочение, прокатка). — М.: Металлургия, 1968. — 240 с.
- Шевакин Ю. Ф., Рытиков А. М., Сейдалиев Ф. С. Производство труб из цветных металлов : (Технол. расчеты). — М.: Металлургиздат, 1963. — 355 с.
- Шевакин Ю. Ф., Рытиков А. М., Цирульников В. А. Оптимизация производства труб и профилей из цветных металлов с использованием электронно-вычислительных машин / М-во цвет. металлургии СССР. Центр. науч.-исслед. ин-т информации и техн.-экон. исследований цвет. металлургии. — М. : Б. и., 1969. — 101 с. — ([Обработка цветных и редких металлов]).
- Шевакин Ю. Ф., Савельев В. В., Лейкин Д. М., Данилков М. Г. Изготовление прецизионных фасонных профилей малого сечения из цветных металлов и сплавов. — М. : ЦНИИцветмет экономики и информ., 1983. — 43 с. — (Обработка цветных металлов и сплавов : Обзор. информ. / ЦНИИ экономики и информ. цв. металлургии ; Вып. 3).
- Шевакин Ю. Ф., Сейдалиев Ф. С. Станы холодной прокатки труб. — [М.] : Металлургия, 1966. — 212 с.
- Шевакин Ю. Ф., Сейдалиев Ф. С., Еникеев Р. Х., Тюшевский В. М. Производство труб из бронз и труднодеформируемых медных сплавов за рубежом. — М. : ЦНИИцветмет экономики и информ., 1984. — 55 с. — (Обработка цветных металлов и сплавов : Обзор. информ. / ЦНИИ экономики и информ. цв. металлургии ; Вып. 3).
- Шевакин Ю. Ф., Чернышев В. Н., Шаталов Р. Л., Мочалов Н. А. Обработка металлов давлением. — М. : Интермет Инжиниринг, 2005. — 492 с.

редактор
- Интенсификация процессов производства труб : [Сб. ст.] / Под науч. ред. Ю. Ф. Шевакина; Всесоюз. заоч. машиностроит. ин-т. Кафедра технологии и оборудования трубного производства. — М. : Б. и., 1972. — 320 с.
- Исследование процессов литья и обработки цветных металлов : [Сб. ст.] / Под ред. Ю. Ф. Шевакина и Л. П. Селезнева. — М. : Металлургия, 1977. — 82 с. — (Науч. тр. / Гос. н.-и. проект. и конструкт. ин-т сплавов и обраб. цв. металлов (Гипроцветметобработка) ; Вып. 49).
- Математическое моделирование и оптимизация процессов плавки, литья и обработки цветных металлов и сплавов : [Сб. ст.] / Под науч. ред. Ю. Ф. Шевакина, А. А. Беленького. — М. : Металлургия, 1980. — 140 с. — (Науч тр. / Гос. н.-и. и проект. ин-т сплавов и обраб. цв. металлов «Гипроцветметобработка» ; Вып. 59).
- Научные исследования в области сплавов и обработки цветных металлов : Сб. науч. тр. : [К 50-летию ин-та] / Гос. н.-и. проект. и конструкт. ин-т сплавов и обраб. цв. металлов; [Редкол.: Ю. Ф. Шевакин (отв. ред.) и др.]. — М. : Металлургия, 1986. — 159 с.
- Обработка металлов давлением : Исследование процессов производства труб и других изделий, вопросы расчета и конструирования оборудования : Сб. [ст.] / Под науч. ред. Ю. Ф. Шевакина; Всесоюз. заоч. машиностроит. ин-т. Кафедра технологии и оборудования трубного производства. — М. : Б. и., 1971. — 335 с.
- Рытиков А. М., Ройтман Е. Я., Альтман А. Я. и др. АСУ на предприятиях по обработке цветных металлов / Под ред. Ю. Ф. Шевакина, А. М. Рытикова. — М. : Металлургия, 1980. — 152 с.
- Совершенствование технологии производства полуфабрикатов из цветных металлов и сплавов : [Сб. ст.] / Под науч. ред. Ю. Ф. Шевакина. — М. : Металлургия, 1977. — 183 с. — (Науч. тр. / Гос. н.-и. и проект. ин-т сплавов и обраб. цв. металлов «Гипроцветметобработка» ; Вып. 50).
- Теория и практика процессов производства труб : [Сб. ст.] / Под ред. Шевакина Ю. Ф. — М. : ВЗМИ, 1976. — 237 с. — (Науч. тр. / Всесоюз. заоч. машиностроительный ин-т ; Т. 22).

## Награды и признание
- Заслуженный деятель науки и техники РСФСР (1985)[2]
- Государственная премия СССР[2]
- премия Совета Министров СССР[2]
- Государственная премия Народной Республики Чехословакии имени Клемента Готвальда[2]
- орден Трудового Красного Знамени
- орден «Знак Почёта».